# Andromeda (film)
Andromeda (The Andromeda Strain) è un film di fantascienza del 1971 diretto da Robert Wise, tratto dall'omonimo romanzo di Michael Crichton del 1969. Tratta di un gruppo di scienziati che investigano su un letale microrganismo di origine extraterrestre.
Ne è stato realizzato un remake per la televisione nel 2008 con la miniserie televisiva The Andromeda Strain.

## Trama
Una squadra di due militari si aggira di notte nei dintorni di Piedmont, uno sperduto villaggio del Nuovo Messico, con l'incarico di recuperare un satellite atterrato nella zona. Le comunicazioni radio con la base aerea di Vandenberg si interrompono per la morte improvvisa della squadra.
Viene immediatamente attivata la procedura di emergenza e una équipe di scienziati viene tradotta in un impianto di ricerca biologica top secret nel deserto del Nevada. Nel frattempo una ricognizione aerea rileva qualcosa di sconcertante: gli abitanti del villaggio sono tutti morti per cause misteriose, in concomitanza con l'atterraggio del satellite.
Due membri dell'équipe, il dottor Mark Hall e il dottor Jeremy Stone, opportunamente equipaggiati con scafandri pressurizzati, vengono portati in elicottero nel paesino per recuperare il satellite. Dopo alcune ricerche, lo trovano aperto nello studio del medico condotto e ipotizzano che ciò abbia dato inizio alla strage per la diffusione di qualche organismo patogeno. Durante il recupero scoprono che vi sono due superstiti, un vecchio in stato confusionale e un neonato che piange ininterrottamente.
Rientrati nel centro di ricerca con i due superstiti, l'équipe si mette al lavoro. Un misterioso organismo - cui sarà dato il nome di "Andromeda" - causa la totale coagulazione sanguigna e la morte praticamente istantanea del soggetto venuto a contatto per via aerea.
Due eventi incombono sul lavoro degli scienziati: la celata epilessia della dottoressa Leavitt, soggetta a perdite temporanee di conoscenza, e un banale guasto alla telescrivente per le comunicazioni con l'esterno. Alla ricercatrice sfugge l'assenza di crescita dell'organismo quando sottoposto a determinate condizioni ambientali e il guasto del campanellino di allarme della telescrivente causa la mancata comunicazione al gruppo di ricerca di importanti informazioni provenienti dal centro di comando esterno. Intanto l'organismo Andromeda è mutato senza che i ricercatori se ne rendano conto e tende a disgregare i polimeri plastici. A farne le spese è il pilota di un ricognitore militare in volo sopra Piedmont le cui parti in plastica si disgregano facendo precipitare il velivolo senza che il centro di comando sappia darne una spiegazione. L'équipe scopre invece che Andromeda è un organismo perfetto per vivere nello spazio poiché trasforma la materia in energia direttamente, senza lasciare residui ("Consuma tutto, non spreca niente", cit. Stone).
Dall'anamnesi del paziente anziano con il sangue particolarmente acido - causato da un mix di aspirina e metanolo assunti per attenuare il dolore da ulcera gastrica - e dalla constatazione, viceversa, dell'eccessiva alcalinità del sangue del neonato per la continua ventilazione causata dai lunghi pianti, il dottor Hall giunge alla conclusione che l'organismo alieno riesce a vivere solo in ristrette condizioni di pH. Nel frattempo Andromeda, mutato in una forma non più letale, attacca e distrugge le guarnizioni plastiche delle porte che sigillano i vari livelli della struttura, spargendosi dappertutto. Scatta l'allarme contaminazione e l'innesco automatico di un sistema di autodistruzione per mezzo di un ordigno nucleare. Il dottor Hall, l'unico in possesso di una chiave per farlo, deve disinnescare l'ordigno anche e soprattutto per evitare che, a causa dell'elevatissima energia sprigionata, l'organismo anziché essere distrutto, venga enormemente favorito nella crescita e nello sviluppo di nuove varianti mortali. Hall riesce a fermare l'autodistruzione a pochi secondi dalla fine, non senza riportare diverse ferite.
L'organismo fuoriesce dall'impianto ma le correnti e le precipitazioni atmosferiche lo faranno ricadere sull'oceano, dove la salinità lo neutralizzerà.
Si chiude così l'audizione del dottor Stone da parte della commissione governativa d'inchiesta con il quale si era aperto il racconto filmico. Il pericolo di una pandemia sembra scongiurato, ma il dottor Stone rivela che una piccola colonia dell'organismo viene conservata nel laboratorio per essere studiata. 
Il film si conclude con una inquietante domanda rivolta dal dottor Stone alla commissione d'inchiesta su cosa si debba fare per il futuro.

## Produzione
Le riprese si sono svolte a Shafter, Texas, al Red Rock Canyon State Park in California e nello studio numero 12 degli Universal Studios californiani.
250.000 dollari dei 6,5 milioni totali di budget furono spesi per gli effetti speciali. La dettagliata mappa digitale rotante del laboratorio Wildfire è considerata come il primo utilizzo di computer rendering nel cinema.
Le sequenze in cui vengono testati gli effetti di Andromeda sugli animali furono realizzate con il consenso e la supervisione dell'ASPCA, l'American Society for the Prevention of Cruelty to Animals. Sul set gli animali vennero resi incoscienti per alcuni secondi tramite l'inalazione di anidride carbonica, quindi prontamente l'operatore James Fargo li rianimava dandogli ossigeno.
In un'intervista Jon Bloom, assistente al regista, ha dichiarato che le scene della morte degli animali e il pianto continuo del neonato erano necessari per dare al pubblico l'idea di un'entità "mostruosa" e invisibile.

## Accoglienza

### Incassi
La pellicola ebbe un successo moderato di incassi. Con un budget di 6,5 milioni di dollari, incassò 12.376.563 dollari in Nord America, con 8,2 milioni solo negli Stati Uniti.

### Critica
Il film ha ricevuto da parte dei critici opinioni miste: positive per la fedeltà al romanzo originale e negative per la narrazione prolissa (dello stesso difetto fu accusato il successivo film di Wise Star Trek: The Motion Picture). Su Rotten Tomatoes il film registra un punteggio di recensioni positive al 67%, basato su 24 recensioni.

## Riconoscimenti
Andromeda è stato candidato a due Oscar:
- Oscar alla migliore scenografia (Boris Leven, William H. Tuntke, Ruby R. Levitt); vinse il film Nicola e Alessandra di Franklin J. Schaffner
- Oscar al miglior montaggio (Stuart Gilmore, John W. Holmes); vinse il film Il braccio violento della legge di William Friedkin

Ha anche ricevuto una candidatura per la migliore colonna sonora dall'Hollywood Foreign Press Association nel 1971.
È inoltre stato candidato in tre classifiche dell'American Film Institute: "AFI's 100 Years...100 Thrills", "AFI's 100 Years of Film Scores" e "AFI's 10 Top 10 nella sezione sui film di fantascienza.

## Doppiaggio
In Italia il film è stato ridoppiato con voci completamente differenti per l’uscita in DVD. Il doppiaggio originale, considerato superiore ma raro, è stato ripristinato nell’edizione blu-ray disc del 2021. 

## Remake
Nel 2008 i fratelli Ridley Scott e Tony Scott hanno prodotto un remake, The Andromeda Strain una miniserie di due puntate (negli Stati Uniti è stato trasmesso in quattro), per la regia di Mikael Salomon. Tra gli interpreti, Benjamin Bratt, Christa Miller e Ricky Schroder.